# André Bucher
André Bucher (Neudorf, 19 de outubro de 1976) é um ex-meio-fundista suíço, campeão mundial dos 800 metros em Edmonton 2001.